# Iserlohn

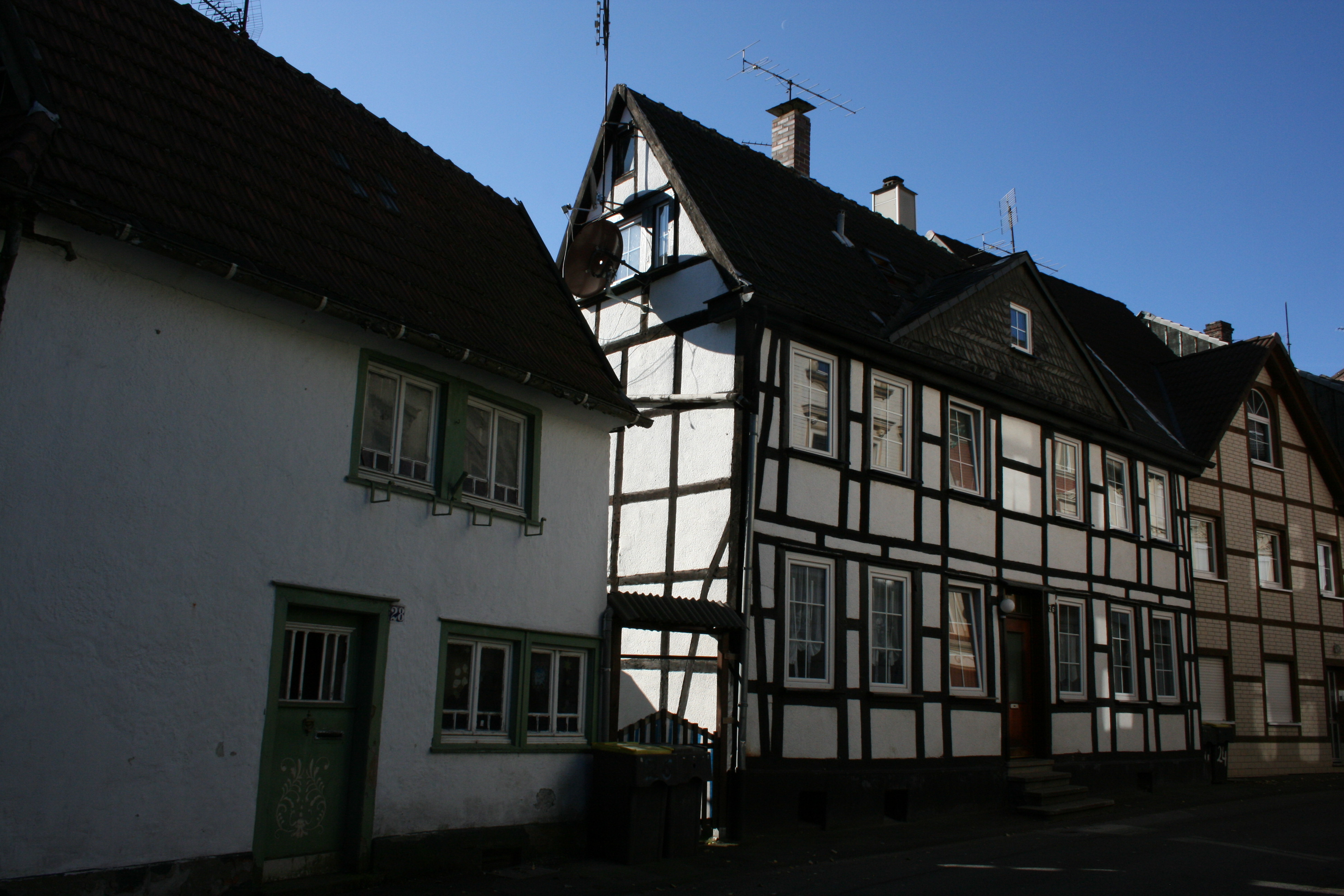
Részlet az óvárosból

Iserlohn város Németországban, Észak-Rajna-Vesztfália tartományban. A Sauerland régió legnagyobb városa. Nyíregyháza magyar megyeszékhely testvérvárosa.

## Fekvése
Düsseldorftól 81 km-re, Dortmundtól 38 km-re fekszik Németországban az Észak-Rajna-Vesztfália tartományban. A város határában van a Seilersee-tó.

## Történelem
985 körül alakult, de az első írásos emlék 1150-ből származik.

## Sport
A város jégkorongcsapata az "Iserlohni kakasok" 2000-ben alakult.

## Lakosság
| Lakosok száma | 96 174 | 92 928 | 92 666 | 92 666 | 91 873 | 92 540 | 92 404 |
|               | 1975   | 2017   | 2018   | 2019   | 2021   | 2022   | 2023   |

2013-ban a lakosság 93 119 fő volt.